# Pac-Man World
Pac-Man World (パックマンワールド?) es un videojuego de plataformas desarrollado y publicado por Namco Hometek para la PlayStation. Controlando a Pac-Man, el jugador debe completar cada uno de los seis mundos del juego recolectando llaves para liberar a su familia cautiva y llegando al final de cada etapa. La trama sigue a los enemigos de Pac-Man, los fantasmas, quienes arruinan su 20.º cumpleaños y secuestran a sus amigos y familiares para llevarlos a su hogar, la Isla Fantasma. Con su cumpleaños arruinado y su familia en apuros, Pac-Man se propone rescatarlos y derrotar a los fantasmas.
El juego comenzó originalmente como una aventura de mundo abierto titulada Pac-Man Ghost Zone, cuyo desarrollo estuvo a cargo del director Bill Anderson y el diseñador Scott Rogers. Tras no estar satisfecho con la calidad del juego, Namco lo descartó y despidió a casi todo el equipo, salvo a Rogers y algunos otros. El equipo de desarrollo se centró en que el juego mantuviera la esencia y la atmósfera del Pac-Man original y en integrar con éxito al personaje en una divertida aventura en 3D.
Pac-Man World fue un éxito comercial y de crítica, con más de 1,25 millones de copias vendidas solo en Norteamérica. Los críticos elogiaron la originalidad del juego, sus coloridos gráficos, su mecánica de juego y su banda sonora. Algunos lo criticaron por resultar repetitivo al cabo de un tiempo y por su constante uso de retroceso. Full Fat desarrolló un remake para Game Boy Advance y lo lanzó en 2004, mientras que la versión para PlayStation se relanzó digitalmente para PlayStation Network en 2013 bajo la marca PSone Classics. Le siguieron dos secuelas, Pac-Man World 2 y Pac-Man World 3, y un spin-off de carreras, Pac-Man World Rally. Un remake desarrollado por Now Production y publicado por Bandai Namco Entertainment, titulado Pac-Man World Re-Pac, se lanzó el 26 de agosto de 2022 para Nintendo Switch, PlayStation 4, PlayStation 5, Windows, Xbox One y Xbox Series X/S.

## Jugabilidad
Pac-Man World es un videojuego de plataformas en 3D. Controlando a Pac-Man, el jugador debe completar cada uno de los seis mundos del juego para rescatar a su familia y amigos, quienes se encuentran cautivos por los fantasmas en su tierra natal, la Isla Fantasma. Los mundos constan de cuatro niveles cada uno (excepto el mundo de las Ruinas, que tiene tres), que se completan al llegar al final de cada nivel, lo que a veces requiere la apertura de puertas y caminos especiales. El nivel final de cada mundo tiene un jefe que Pac-Man debe derrotar para poder progresar. Al comienzo del juego, solo hay tres mundos disponibles, mientras que los otros tres se desbloquean al completar todos los mundos anteriores. Los seis mundos del juego presentan temas distintivos, por ejemplo, el primer mundo, Pirata, presenta barcos, cañones y playas.
Los niveles contienen fruta que se puede comer para obtener puntos de bonificación, junto con letras que forman la palabra "PACMAN". Recolectar todas estas letras en un nivel desbloqueará una fase de bonificación secreta. Algunos niveles requieren que Pac-Man recupere una llave para rescatar a uno de sus amigos cautivos. Todos los miembros de la familia deben ser rescatados de cada mundo antes de que se pueda abrir la puerta del jefe final que contiene a Toc-Man.
Las naves insignia de Galaxian, presentes en ciertos niveles, permiten a Pac-Man acceder a un laberinto 3D inspirado en el mundo en el que se encuentra. Estos laberintos se juegan de forma similar a los del Pac-Man original y Ms. Pac-Man, donde Pac-Man deberá comerse todos los puntos y evitar a los fantasmas. Completar estos laberintos los desbloqueará para volver a jugarlos desde el menú principal, y completar los 36 laberintos en el modo maratón del juego desbloqueará la Pac-Galería, donde los jugadores pueden ver el arte conceptual del juego. La mayoría de los niveles también contienen a los némesis de Pac-Man, la pandilla fantasma, que puede ser derrotada consumiendo grandes Power Pellets y comiéndoselos.
Pac-Man tiene dos movimientos principales, que pueden usarse para derrotar a enemigos y otros objetos: un rebote con el trasero que puede romper cajas y aplastar enemigos, y un giro giratorio que le permite impulsarse por rampas o activar plataformas móviles. Pac-Man tiene un medidor de salud que le permite aguantar tres golpes antes de morir. Puede encontrar pequeñas fracciones de salud para reponerla en los niveles, así como vidas extra. El jugador puede encontrar cajas repartidas por los niveles, algunas de ellas dándole a Pac-Man acceso a nuevas habilidades, como un traje de metal que le permite caminar bajo el agua. Pac-Man también puede interactuar con objetos como trampolines, puertas y rampas, que pueden usarse para resolver acertijos y avanzar de nivel. En el menú principal, el jugador puede jugar un port del juego arcade original Pac-Man, que es la misma versión que se encuentra en Namco Museum Vol. 1.

## Desarrollo
Pac-Man World comenzó como un prototipo de juego de plataformas para PlayStation, titulado Pac-Man Ghost Zone, que solo se mostró en la Electronic Entertainment Expo en 1997 y estaba previsto que se lanzara en el otoño de ese mismo año. Dirigido por el director de Namco Hometek, Bill Anderson, el juego seguía a un adolescente que era absorbido por un gabinete arcade de Pac-Man por los fantasmas y su líder, Ghost Lord, y se transformaba en Pac-Man. El juego fue creado para romper el molde de los juegos Pac-Man anteriores, como tener un aspecto más atrevido. La división japonesa de Namco presionó el proyecto con pautas estrictas. Anderson recuerda que no pudo usar una representación 3D del personaje como referencia, lo que obligó al equipo a crearla él mismo. El desarrollo fue asistido por el diseñador Scott Rogers, con música compuesta por Tommy Tallarico. Cuando el prototipo fue presentado a Namco, no estuvieron satisfechos con él y lo cancelaron por razones de calidad, despidiendo a todo el equipo de desarrollo excepto a Rogers, un artista y programador. Namco también retrasó la fecha de lanzamiento hasta 1998 para permitir que el juego fuera reelaborado. El equipo decidió renovar el proyecto con un nuevo motor de juego.
Rogers, que había trabajado previamente en la localización de Soul Edge y Xevious 3D/G de Namco, se convirtió en el diseñador jefe del proyecto y creó muchos de los enemigos y diseños de escenarios. El equipo se propuso conservar el "sabor y la sensación" del Pac-Man original y llevar al personaje a un juego de plataformas entretenido. La inspiración se tomó de juegos de plataformas anteriores de la serie, especialmente Pac-Land (1984) y Pac-In-Time (1995). Durante el desarrollo, Rogers notó que intentar estar a la altura del material original del juego puso mucha presión en el equipo, alegando que la mayoría de los jugadores solo estaban familiarizados con el Pac-Man original y Ms. Pac-Man sin recuerdos de juegos posteriores de la serie, lo que dejó al equipo teniendo que hacer que el juego atrajera a los jugadores de esos dos juegos. El juego originalmente contó con cameos de otros personajes de Namco, incluidos Taizo Hori de Dig Dug y Valkyrie de Valkyrie no Densetsu; sin embargo, estos fueron reemplazados por miembros de la familia de Pac-Man en la versión final; luego se agregó un Pooka de Dig Dug al juego debido a la popularidad del personaje en Japón. El antagonista principal del juego, Toc-Man, recibe su nombre de Namcot, la antigua división de consolas domésticas japonesas de Namco.
A Pac-Man no se le dio voz en el juego porque Namco no pudo decidir cómo debería sonar: algunos sugirieron que sonara como un hombre adulto y otros como un niño humano. Para ahorrar dinero en doblaje y animación, el personaje se dejó prácticamente sin voz ni diálogos. El estudio de Tommy Tallarico fue contratado de nuevo para el audio del juego, con Joey Kuras a cargo del diseño de sonido y Todd Dennis componiendo la música. El juego se mostró por primera vez en la feria Electronic Entertainment Expo (E3) de 1998 en Atlanta, Georgia, bajo el título provisional Pac-Man 3-D. Rogers recuerda que era un título popular y dijo que muchos probadores del juego compartieron con él sus recuerdos con la serie Pac-Man. Luego se mostró en el E3 de 1999 bajo el título final de Pac-Man World: 20th Anniversary. El juego se lanzó en América del Norte el 15 de octubre de 1999, para coincidir con el lanzamiento original de Pac-Man en los Estados Unidos. Los anuncios mostraban notablemente al Sr. T y a Verne Troyer como vecinos de Beverly Hills que se sorprendieron al ver a Pac-Man mudarse y renovar la casa que estaba frente a ellos. Posteriormente se lanzó en Japón el 2 de noviembre de 1999 y en Europa el 28 de febrero de 2000. Full Fat desarrolló una versión para Game Boy Advance y la lanzó en 2004. La versión de PlayStation se relanzó digitalmente en PlayStation Network en 2013, como parte de la marca PSone Classics.

## Recepción
Pac-Man World fue bien recibido por los críticos por su jugabilidad, banda sonora, gráficos y originalidad, con una puntuación del 81% en el sitio web agregador GameRankings, aunque la versión de GBA tuvo una puntuación del 59,00%. Para 2007, el juego había vendido más de 1,24 millones de copias solo en América del Norte.
GameSpot comparó el juego favorablemente con Klonoa: Door to Phantomile de Namco, elogiando sus gráficos coloridos, animaciones de personajes y controles, y concluyendo que era "digno de la biblioteca de cualquiera". IGN tuvo una respuesta similar, apreciando la originalidad, los gráficos y la banda sonora del juego; elogiaron especialmente su jugabilidad por destacarse entre otros juegos de plataformas, con su estilo de resolución de rompecabezas y animación.
GameFan elogió su jugabilidad, su mecánica de resolución de acertijos y la inclusión del Pac-Man original, mientras que la revista oficial de PlayStation de EE. UU. aplaudió su jugabilidad, sus gráficos vibrantes, sus desafíos y sus peleas con jefes, diciendo que el uso de la nostalgia en el juego no se siente forzado en el jugador. GameFan también escribió que el juego "imita a la perfección esos viejos juegos de plataformas de 8 y 16 bits que nos volvían locos", comparando favorablemente la calidad del juego con Klonoa: Door to Phantomile. A Atari HQ le gustó cómo el juego se integró en un juego de plataformas con la mecánica del original, y elogió altamente su jugabilidad y originalidad.
Game Revolution se mostró especialmente negativo con el juego, afirmando que simplemente existía como una estrategia de marketing para obtener ingresos adicionales gracias a la popularidad del nombre. Lo criticaron por su falta de originalidad, comparándolo en particular con Donkey Kong Country y Crash Bandicoot, así como por su nivel de dificultad desequilibrado y su desarrollo rápido y con atajos. Solo lo recomendaron a los fans más acérrimos de Pac-Man, aunque comentaron en tono burlón que "probablemente ya lo habían comprado".

## Remake
Una nueva versión de Pac-Man World, titulada Pac-Man World Re-Pac, se anunció a través de un Nintendo Direct en junio de 2022. Desarrollado por Now Production, utilizando el motor Unity, el juego recrea el juego desde cero. El remake se lanzó para Nintendo Switch, PlayStation 4, PlayStation 5, Xbox One, Xbox Series X/S y PC a través de Steam el 26 de agosto de ese mismo año. A diferencia de los lanzamientos anteriores de esta generación de consolas (Katamari, Mr. Driller, Klonoa), no forma parte de la serie "Encore" de remakes en 3D de la franquicia de Namco.
Pac-Man World Re-Pac presenta varias modificaciones, desde mejoras visuales hasta varios mundos y cambios en la jugabilidad. Se han modificado varios escenarios con respecto al original, además de mejoras en las batallas contra jefes y la incorporación de nuevos enemigos. El remake también introduce nuevas técnicas para Pac-Man, como la posibilidad de destruir los objetos del nivel tras ingerir una Píldora de Poder y la posibilidad de flotar en el aire.
La producción del remake comenzó en 2020 en colaboración con Pac-Man Museum+, y estuvo influenciada en gran medida por los fans del juego que llevaban años pidiendo un remake. La producción se centró en actualizar la presentación del juego, manteniendo intactos los aspectos fundamentales. Varios miembros de la familia Pac-Man han sido reemplazados; Ms. Pac-Man, Pac-Man Junior y Baby Pac-Man fueron reemplazados por Pac-Mom, Pac-Boy y Pac-Sis, respectivamente, al igual que en relanzamientos anteriores de Pac-Man, incluyendo Pac-Man Museum+. Bandai Namco no ha declarado oficialmente los motivos del reemplazo de los personajes, aunque algunos medios de comunicación han asumido que los cambios están relacionados con la disputa en curso de Ms. Pac-Man con AtGames.
El lanzamiento inicial del juego no incluyó los créditos del equipo de desarrollo original, lo que decepcionó al diseñador original de Pac-Man World, Scott Rogers, y recibió críticas de los fans. Una actualización publicada el 16 de noviembre de 2022 añadió los créditos del equipo original, lo que posteriormente recibió elogios de Scott Rogers. El 16 de noviembre de 2022, se lanzó un DLC pago para el juego que le otorga a Pac-Man un aspecto especial y desbloquea una gramola para escuchar la música del juego.
Pac-Man World Re-Pac recibió críticas favorables por su jugabilidad y mejoras visuales, pero fue criticado por su falta de innovación.

## Niveles
Cuando cada nivel se ha completado al 100%, la puntuación se calcula sobre la base de la recopilación de puntos de frutas, partículas de energía y enemigos destruidos. Además, puede aumentar con el uso de la máquina de jackpot de frutas que aparece al final. Cada nivel tiene un laberinto especial para acceder, jugar y completar. Tradicionalmente, el último nivel de cada mundo es el nivel del 'jefe'.
| #  | Mundo                                               | Nombre del nivel | Personaje liberado |
| -- | --------------------------------------------------- | ---------------- | ------------------ |
| 1  | The Valley of the Pirates (El Valle de los Piratas) | Buccaneer Beach  | Pooka              |
| 2  | The Valley of the Pirates (El Valle de los Piratas) | Corsair's Cove   | Pooka              |
| 3  | The Valley of the Pirates (El Valle de los Piratas) | Crazy Cannonade  | Pooka              |
| 4  | The Valley of the Pirates (El Valle de los Piratas) | HMS Windbag      | Pooka              |
| 5  | Volcano Ruins (Ruinas del volcán)                   | Crisis Cavern    | Chomp Chomp        |
| 6  | Volcano Ruins (Ruinas del volcán)                   | Manic Mines      | Chomp Chomp        |
| 7  | Volcano Ruins (Ruinas del volcán)                   | Anubis Rex       | Chomp Chomp        |
| 8  | Plan C from Space (Plan C desde el espacio)         | Space Race       | Profesor Pac       |
| 9  | Plan C from Space (Plan C desde el espacio)         | Far Out          | Profesor Pac       |
| 10 | Plan C from Space (Plan C desde el espacio)         | Gimme Space      | Profesor Pac       |
| 11 | Plan C from Space (Plan C desde el espacio)         | King Galaxian    | Profesor Pac       |
| 12 | Haunted Funhouse (La Feria de los Payasos)          | Clowning Around  | Baby Pac           |
| 13 | Haunted Funhouse (La Feria de los Payasos)          | Barrel Blast     | Baby Pac           |
| 14 | Haunted Funhouse (La Feria de los Payasos)          | Spin Dizzy       | Baby Pac           |
| 15 | Haunted Funhouse (La Feria de los Payasos)          | Clown Prix       | Baby Pac           |
| 16 | Pac-Dot Factory (Fábrica de Pac-Dot)                | Perilous Pipes   | Pac Jr.            |
| 17 | Pac-Dot Factory (Fábrica de Pac-Dot)                | Under Pressure   | Pac Jr.            |
| 18 | Pac-Dot Factory (Fábrica de Pac-Dot)                | Down The Tubes   | Pac Jr.            |
| 19 | Pac-Dot Factory (Fábrica de Pac-Dot)                | Krome Keeper     | Pac Jr.            |
| 20 | Toc-Man's Mansion (La Mansión de Toc-Man)           | Ghostly Garden   | Ms. Pac-Man        |
| 21 | Toc-Man's Mansion (La Mansión de Toc-Man)           | Creepy Catacombs | Ms. Pac-Man        |
| 22 | Toc-Man's Mansion (La Mansión de Toc-Man)           | Grave Danger     | Ms. Pac-Man        |
| 23 | Toc-Man's Mansion (La Mansión de Toc-Man)           | Toc-Man's Lair   | Ms. Pac-Man        |

## Jefes
- HMS Windbag: es el jefe de los niveles de Pirata, Pac-Man debe correr por un camino para huir de los cañones que dispara el barco, no hay regreso atrás ya que los cañones destruyen el camino, Pac-Man debe seguir hasta llegar a una sección con 5 botones, al rebotar en uno, se levantara un muñeco con un "tiro al blanco" estos son para que los cañones choquen y se regresen contra el Barco y después de haberlo repetido varias veces él se hundirá en el mar, acabando con él.
- Anubis Rex: es el jefe de los niveles de Ruinas y también es considerado el más difícil, primero Pac-Man debe huir de la mano de una momia que lo persigue, esquivando las lanzas que salen del suelo y finalmente llegar con el jefe, es una estatua gigante y Pac-Man debe activar 4 plataformas de rev-roll para que la estatua separe poco a poco las manos y así rodar para romper los corazones de cristal que está escondido entre sus manos, el jefe consta de 4 vidas y a medida que acabas con el la dificultad se torna más difícil ya que comienza a sacar nuevos poderes dañinos, primero remolinos, después meteoros y finalmente un láser difícil de esquivar, al final se apagaran sus poderes hasta irse acabando.
- King Galaxian: es el jefe de los niveles de espacio y es una batalla galáctica muy similar al videojuego Galaxian, hay que dispararle a pequeños alienígenas en una nave hasta llegar con el jefe, es un alíen gigante con 4 ojos los cuales Pac-Man debe acabar disparándole con la plataforma. A veces lanzara una fuerza alienígena similar a la de los aliens verdes del videojuego Galaga, que succiona a Pac-Man quitándole una sección de vida. A medida que Pac-Man acaba con un ojo, el jefe se aleja lanzándole láseres dorados a Pac-Man acompañados de más alienígenas. Es similar al anterior, ya que poco a poco se torna más difícil y así acabar con los 4 ojos para que el jefe sea devorado por una gigante roja.
- Clown Prix: es el jefe de los niveles de feria, específicamente no es un jefe, es un torneo de carreras en autos chocones con varios payasos, Pac-Man usa las Power Pellet como un turbo para adelantarse o para empujar a la orilla a los demás payasos, debe acabar la carrera en 1° lugar para pasar el nivel.
- Krome Keeper: es el jefe de los niveles de fábrica, es un robot que trata de patearle cajas de metal a Pac-Man, hay 4 botones levantados y uno aplastado, Pac-Man debe aplastar los 4 botones para que el quinto se levante, debe volver a aplastarlo para que le caiga un engranaje gigante a la cabeza del robot. Ojo: los botones están en alta temperatura y deben ser aplastados con el traje metálico para que Pac-Man no sufra daño, debe darse prisa porque una vez que Pac-Man pise el primer botón corre un periodo de tiempo y si ese periodo se acaba los 4 botones se vuelven a levantar y el quinto se aplastara si está levantado, también hay 3 imanes dando vueltas y cuando Pac-Man se vuelve metálico estos lo agarran hasta soltarlo en un tanque de desechos tóxicos. El jefe consta de 8 vidas y cuando se acaban, este se tira al suelo mientras se le cae la cabeza.
- Toc-Man's Lair: es el jefe de los niveles de mansión y también la batalla final donde Pac-Man entra a la fiesta y confronta a Toc-Man, este se enfurece y es donde comienza la batalla. Este usa los mismos poderes de Pac-Man y conforme él los use, Pac-Man debe usar el mismo ataque, primero Toc-Man comienza a lanzar meteoros, después también lanzara una gran variedad de Pac-puntos con una onda expansiva dañina la cual Pac-Man debe esquivar y después debe comérselos todos, una vez que Toc-Man deja de lanzar los Pac-puntos Pac-Man debe arrojárselos hasta que se acaben y después Toc-Man, como es de metal, es agarrado por una fuerza electromagnética en el centro de la plataforma y entonces Pac-Man debe subirse a unos escalones azules para rebotar sobre Toc-Man, una vez hecho esto Toc-Man comenzara a rebotar y al momento que rebota contra el suelo Pac-Man debe saltar para que no le haga daño el temblor que Toc-Man ocasiona al rebotar, mientras que Pac-Man debe rebotar sobre 4 botones para que el campo electromagnético del centro agarre a Toc-Man y otra vez el mismo paso, se debe aplicar esto unas cuantas veces hasta que comience a rodar alrededor de la plataforma, cuando esto ocurre Pac-Man debe colocarse en el centro para que no le haga daño, una vez que Toc-Man deje de rodar quedara mareado y entonces Pac-Man debe rodar contra él, y repetirlo unas cuantas veces hasta que Toc-Man se encoja y después es donde Pac-Man tira una patada desarmando a Toc-Man y descubre que adentro había un fantasma miserable, común y corriente que quería conseguir la identidad de Pac-Man y esclavizar a los fantasmas, logrando conseguir popularidad, pero Pac-Man se lo devora con una Power Pellet.

## Curiosidades
- El perro Chomp Chomp es raptado por una momia que salía de la tierra, dado que este es llevando al mundo de las ruinas debajo de la tierra, Pooka es raptado por un ancla de un barco que bajo del cielo llevándoselos a él y a Baby Pac, dado que Pooka es llevado al mundo de los piratas y Baby Pac al mundo de la feria, el Profesor Pac es raptado por una fuerza alienígena, dado que él es llevado al espacio, Pac Jr es agarrado por unas grandes pinzas de un fantasma mecánico que iba detrás de él, dado que este llevado al mundo de la fábrica y finalmente Ms. Pac-Man es raptada por un fantasma aterrador, dado que esta es llevada al mundo de la mansión y también el mundo donde Pac-Man confronta a Toc-Man para la batalla final.
- Arriba de la puerta que te conduce al tercer nivel del juego, se puede ver al fantasma rojo Blinky, moviéndose. No importa qué hagas, no podrás subir donde está él, pero eso te protege de él. Él sí podrá verte cuando te acerques y aumentará su velocidad.
- Afuera del lugar mencionado arriba, puede verse un cañón que si rebotas en él, disparará.
- El fantasma Pinky está maquillado, dando a entender que es mujer.
- La ambientación de la isla cambia cuando pasas de la parte de fábrica a la de mansión, pasa de la playa a lo lúgubre.
- Cuando Pac-Man libera a miembros de su familia, éstos despiden corazones rojos transparentes como muestra de amor. Por alguna extraña razón, cuando la fantasma Pinky toca a Pac-Man, además de quitarle una vida salen los mismos corazones rojos. La causa de este fenómeno es aparentemente evidente.
- La música de los laberintos de cada mundo es una versión remasterizada de la música de algún nivel de ese mundo, normalmente el 2º nivel (excepto en el 1º y 3º mundos, donde es la música del primer nivel). La música de los jefes también tiene una mejor calidad.
- La única manera de eliminar a los autos verdes sonrientes de los niveles de Feria es arrojar una explosión de pac-puntos. Lo mismo con las momias del los niveles de Ruinas y también con los alíen-hormiga azules de los niveles de Espacio. En los niveles de Fábrica la manera de acabar con las soldadoras solo necesitas arrojarles un pac-punto.
- En los niveles de Fábrica, a las plataformas móviles de imán cuando están detenidas y se les rebota, girarán sin control y perdiendo tuercas infinitamente.
- En algunos de los niveles de Mansión está cayendo un aguacero. Cuando acabas el nivel y Pac-Man va a la máquina de jackpot que cuenta las frutas y los pac-puntos, el aguacero sigue cayendo. También si entras al bonus del nivel seguirá cayendo.
- Si logras obtener todas las letras P A C M A N en todo el juego podrás desbloquear escenas humorísticas en las que los personajes cometen errores.
- Si se consiguen 1.000.000 de puntos total en el juego se obtiene una llave mágica permanentemente que te proporciona abrir cualquier puerta de la fruta que no tienes, abre puertas de niveles no desbloqueados y también libera a los amigos de Pac-Man.
- En la versión de Game Boy Advance Pac jr. no aparece en este juego ni los niveles de fábrica y tampoco algunos de los jefes. Sino, sólo aparece Toc-Man el último jefe de juego.

## Secuelas
Primero vino el spin-off Ms. Pac-Man: Maze Madness. En lugar de tener Pac-Man, ahora es Ms. Pac-Man, pero Pac-Man es jugable en el modo multijugador. 
Hubo una versión de Game Boy Advance en 2004. Debido a limitaciones de hardware, muchas de las características quedaron fuera del juego, como Modo de Laberinto, el original Pac-Man y muchos niveles de recorte. Hubo una secuela, Pac-Man World 2, el 24 de febrero de 2002. Está disponible en la PC, PlayStation 2, GameCube, Xbox y Game Boy Advance. 
Pac-Man World 3 salió después, en 2005. Este juego introdujo nuevos movimientos y poderes a Pac-Man y le dio una voz completa. 
El último juego que se hizo es el spin-off Pac-Man World Rally.
El 28 de junio de 2022, se anunció un remake de Pac-Man World llamado Pac-Man World Re-Pac, estrenado el 26 de agosto de 2022.